# Lawrence Sullivan Ross

Lawrence Sullivan Ross

Lawrence Sullivan Ross (* 27. September 1838 in Bentonsport, Iowa-Territorium; † 3. Januar 1898 am Trinity River, Texas) war ein General, Universitäts-Präsident und der 20. Gouverneur von Texas.
Ross wurde 1838 als zweiter Sohn und viertes Kind von Shapley Prince und Catherine Ross, geb. Fulkerson, im Van Buren County geboren. Seine Eltern waren 1834 von Missouri nach Iowa gezogen. Ein Jahr nach seiner Geburt, 1839, zogen sie nach Texas, ins Milam County, später dann nach Austin, wo seine älteren Geschwister zur Schule gingen und schließlich 1849 nach Waco. Hier war es auch, wo Ross noch als Junge seine ersten Erfahrungen in Kämpfen mit Indianern hatte. Seine Ausbildung erhielt er zunächst an der Baylor University in Independence und dann am Florence Wesleyan College, der heutigen University of North Alabama in Florence, Alabama, wo er 1859 sein Studium erfolgreich abschloss. Da er bereits seine Ferienzeiten meist als Freiwilliger beim Militär verbracht hatte, war es nicht verwunderlich, dass er sich danach für eine Karriere entschieden hatte.
Noch im gleichen Jahr nahm er an verschiedenen Kämpfen gegen Indianer teil und Sam Houston beförderte ihn zum Captain der Texas Ranger, als der er die Waco-Kompanie gegen die Indianer führte und 1860 gelang ihm die Rückführung von Cynthia Ann Parker, die als neunjähriges Mädchen von Indianern entführt worden war. Das anschließend von General Winfield Scott gemachte Angebot, in der regulären US-Armee zu dienen, lehnte er ab und blieb bei der Armee der Konföderierten, wo er 1864 Brigadegeneral und Kommandeur der texanischen Kavallerie-Brigade, auch Ross-Brigade genannt, wurde. Während des Sezessionskriegs hat er an 135 Schlachten teilgenommen.
Nach dem Krieg ließ sich zusammen mit der bereits am 28. Mai 1861 geheirateten Elizabeth Dorothy Tinsley, Tochter eines Plantagenbesitzers bei Waco, als Farmer in Texas nieder. 1873 wurde er zum Sheriff des McLennan County gewählt und 1876 Repräsentant seines Countys in der Regierung. 1880 wählte man ihn in den texanischen Senat. 1886 ließ er sich als Gouverneurskandidat der Demokraten aufstellen und gewann auch diese Wahl. Am 18. Januar 1887 übernahm er dieses Amt von John Ireland und, nachdem er 1888 nochmals gewählt wurde, blieb zwei volle Wahlperioden bis zum 20. Januar 1891 im Amt. Sein Nachfolger als Gouverneur wurde Jim Hogg.
1891, nach dem Ende seiner Zeit als Gouverneur, übernahm er die Präsidentschaft des Agricultural and Mechanical College of Texas, heute die Texas A&M University, was er bis zu seinem Tod 1898 bei einer Expedition entlang des Trinity River blieb. Die Sul Ross State University in Alpine, Texas, wurde nach ihm benannt. Auf dem Platz vor der Texas A&M University wurde ihm zu Ehren ein Denkmal errichtet wo heute noch Studenten vor Prüfungen Pennys zu seinen Füßen legen. Der Legende nach konnte man sich während seiner Zeit als Universitätspräsident sein Wohlwollen durch Zahlung eines Penny sichern.